# Landtagswahl in Rheinland-Pfalz 1971
- SPD: 44
- FDP: 3
- CDU: 53

- SPD: 42
- CDU: 52
- FDP: 6

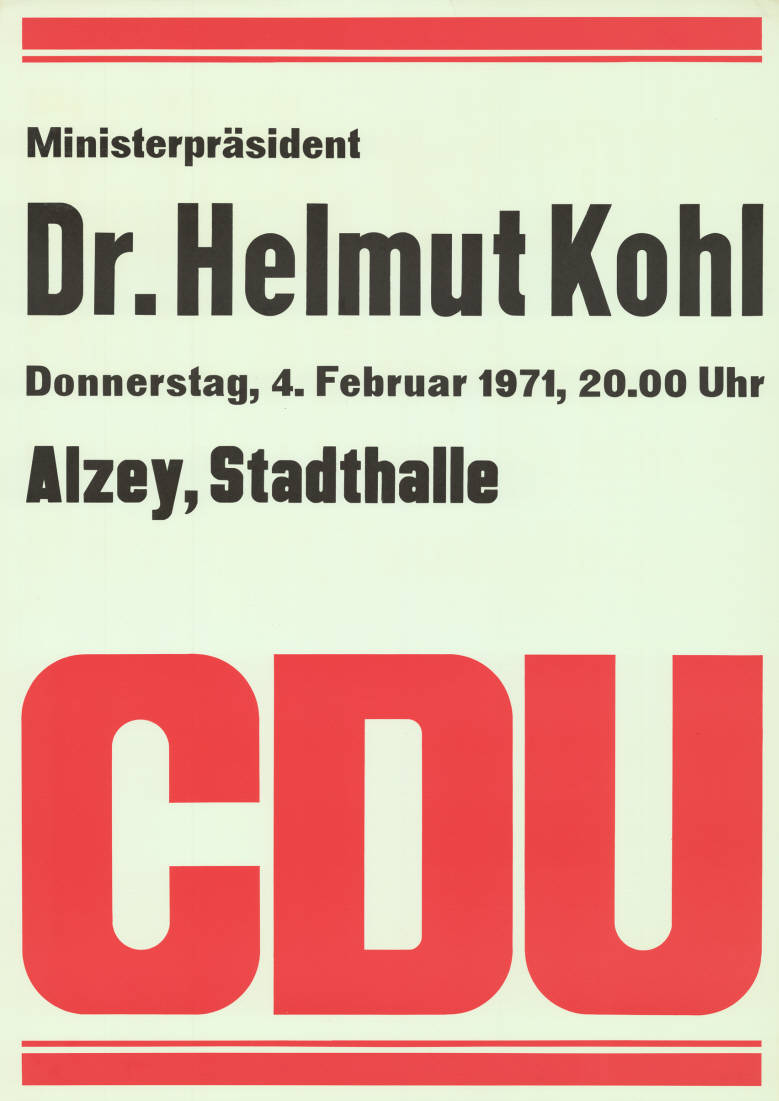
Wahlplakat der CDU

Die Landtagswahl in Rheinland-Pfalz 1971 fand am 21. März statt. Großer Wahlsieger war die von Ministerpräsident Helmut Kohl geführte CDU, die die absolute Mehrheit errang und fortan allein regierte. Die bis dahin mitregierende FDP musste in die Opposition gehen. Die NPD scheiterte an der Fünf-Prozent-Hürde und war fortan nicht mehr im Landtag vertreten. Die SPD, die erstmals mit Wilhelm Dröscher als Spitzenkandidaten antrat, ging ebenso wie die CDU gestärkt aus der Wahl hervor, konnte sich jedoch mit ihrem Anspruch, die CDU abzulösen, nicht durchsetzen.

## Ausgangslage
Einer Koalition von CDU und FDP standen SPD und NPD als Oppositionsparteien im Parlament gegenüber. Ministerpräsident war bis 1969 Peter Altmeier, danach Helmut Kohl.

## Wahlergebnis
Landtagswahl am 21. März 1971
Wahlberechtigte: 2.584.585
Wähler: 2.052.908 (Wahlbeteiligung: 79,43 %)
Gültige Stimmen: 2.026.372 
 Ungültige Stimmen: 26.536 (1,29 %)
| Partei | Stimmen   | Anteil in % | Sitze 1972 | Sitze 1971 | Sitze 1967 |
| CDU    | 1.012.847 | 49,98       | 52         | 53         | 49         |
| SPD    | 821.350   | 40,53       | 42         | 44         | 39         |
| FDP    | 120.444   | 5,94        | 6          | 3          | 4          |
| NPD    | 53.882    | 2,66        |            |            | 8          |
| DKP    | 17.849    | 0,88        |            |            |            |
| Total  | 2.026.372 |             | 100        | 100        | 100        |

Die ursprüngliche Sitzverteilung war: CDU 53 Sitze, SPD 44 Sitze, FDP 3 Sitze.  Nach einem Urteil des Bundesverfassungsgerichts vom 11. Oktober 1972, mit dem das Landeswahlgesetz teilweise für verfassungswidrig erklärt wurde, erhielt die FDP drei zusätzliche Sitze, während die SPD zwei Sitze und die CDU einen Sitz verlor.
→ Liste der Mitglieder des Landtages Rheinland-Pfalz (7. Wahlperiode)